# Svjatoslav III di Vladimir
Svjatoslav III Vsevolodovič (Vladimir, 27 marzo 1196 – Jur'ev-Pol'skij, 3 febbraio 1252) è stato Gran Principe di Vladimir dal 1246 al 1248, figlio di Vsevolod III.

## Biografia
Svjatoslav III nacque il 27 marzo 1196, undicesimo figlio di Vsevolod III Jur'evič, gran principe di Vladimir-Suzdal', e di sua moglie Maria Švarnovna.
Il 30 settembre 1246, alla morte del fratello maggiore Jaroslav II, divenne gran principe di Vladimir-Suzdal' secondo l'antico sistema rotale di successione, in cui il trono passava lateralmente da fratello a fratello e non linearmente di padre in figlio, per poi andare al figlio maggiore del fratello maggiore che era succeduto al trono; tuttavia ciò provocò il malcontento di suo nipote Michail Jaroslavič, figlio di Jaroslav II, che lo detronizzò il 15 gennaio 1248.
Tentò inutilmente di riappropriarsi del principato di Vladimir-Suzdal' nel 1250, durante il regno di suo nipote Andrea II Jaroslavič, figlio di Jaroslav II e fratello di Michail, decidendo di trascorrere in resto della propria vita in preghiera e digiuno. Morì il 3 febbraio 1252 a Jur'ev-Pol'skij, ed in seguito ai solenni funerali la salma venne sepolta nella cattedrale di San Giorgio ad Odincovo, di cui egli stesso aveva commissionato la costruzione; poco dopo la sua morte, cominciò ad essere venerato come santo dalla Chiesa ortodossa russa. Le sue reliquie vennero ritrovate nel 1991 e poi traslate all'interno della chiesa della Santa Protezione a Jur'ev-Pol'skij, luogo della sua morte; il 16 febbraio 2020 le reliquie sono state trasferite presso il monastero dell'Arcangelo Michele, costruito per sua volontà, nella medesima città.

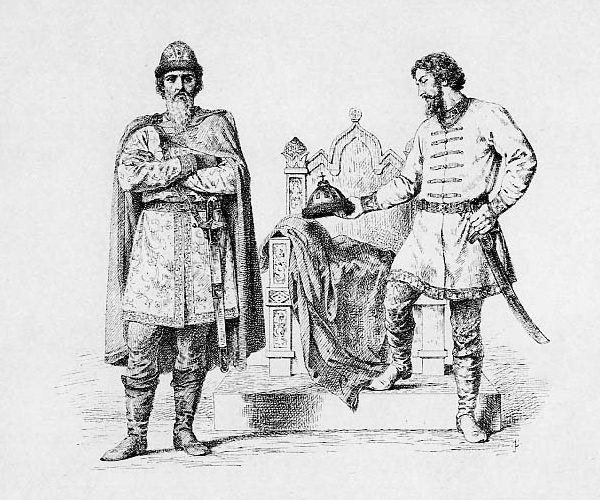
Vasily Petrovich Vereshchagin, I granduchi Svjatoslav III ed Andrea II (1896).

## Matrimonio e discendenza
Svjatoslav III sposò Eudossia Davydovna, figlia del principe Davide Yurievich di Murom e della principessa Fevronia, con cui ebbe un unico figlio:
- Dimitri Svyatoslavich (ante 1228 – 1269), principe di Yurievsky.

Il principe liberò sua moglie nel 1228, dopo che ella aveva manifestato la volontà di dedicare la propria vita a Dio, portandola nel monastero di Borisoglebsk, vicino a Murom, dove ricevette la tonsura di iniziazione al monachesimo il 24 luglio, giorno dei santi Boris e Gleb.

## Ascendenza
|                            |   |                    | Genitori                |  |  | Nonni |  |  | Bisnonni            |  |  | Trisnonni        |  |
|                            |   |                    |                         |  |  |       |  |  | Vladimir II di Kiev |  |  | Vsevolod di Kiev |  |
|                            |   |                    |                         |  |  |       |  |  | Vladimir II di Kiev |  |  | Vsevolod di Kiev |  |
|                            |   | Anastasia Monomaco |                         |  |  |       |  |  | Vladimir II di Kiev |  |  |                  |  |
| Jurij Dolgorukij di Kiev   |   |                    |                         |  |  |       |  |  | Vladimir II di Kiev |  |  |                  |  |
|                            |   | Gytha del Wessex   | Aroldo II d'Inghilterra |  |  |       |  |  |                     |  |  |                  |  |
|                            |   | Gytha del Wessex   | Aroldo II d'Inghilterra |  |  |       |  |  |                     |  |  |                  |  |
|                            |   | Gytha del Wessex   | Ealdgyth Swan-neck      |  |  |       |  |  |                     |  |  |                  |  |
| Vsevolod III Jur'evič      |   | Gytha del Wessex   |                         |  |  |       |  |  |                     |  |  |                  |  |
|                            |   | …                  | …                       |  |  |       |  |  |                     |  |  |                  |  |
|                            |   | …                  | …                       |  |  |       |  |  |                     |  |  |                  |  |
|                            |   | …                  | …                       |  |  |       |  |  |                     |  |  |                  |  |
| Elena di Costantinopoli    |   | …                  |                         |  |  |       |  |  |                     |  |  |                  |  |
|                            |   | …                  | …                       |  |  |       |  |  |                     |  |  |                  |  |
|                            |   | …                  | …                       |  |  |       |  |  |                     |  |  |                  |  |
|                            |   | …                  | …                       |  |  |       |  |  |                     |  |  |                  |  |
| Svjatoslav III di Vladimir |   | …                  |                         |  |  |       |  |  |                     |  |  |                  |  |
|                            | … | …                  |                         |  |  |       |  |  |                     |  |  |                  |  |
|                            | … | …                  |                         |  |  |       |  |  |                     |  |  |                  |  |
|                            | … | …                  |                         |  |  |       |  |  |                     |  |  |                  |  |
| Švarno Zhiroslavych        | … |                    |                         |  |  |       |  |  |                     |  |  |                  |  |
|                            |   | …                  | …                       |  |  |       |  |  |                     |  |  |                  |  |
|                            |   | …                  | …                       |  |  |       |  |  |                     |  |  |                  |  |
|                            |   | …                  | …                       |  |  |       |  |  |                     |  |  |                  |  |
| Maria Švarnovna            |   | …                  |                         |  |  |       |  |  |                     |  |  |                  |  |
|                            |   | …                  | …                       |  |  |       |  |  |                     |  |  |                  |  |
|                            |   | …                  | …                       |  |  |       |  |  |                     |  |  |                  |  |
|                            |   | …                  | …                       |  |  |       |  |  |                     |  |  |                  |  |
| …                          |   | …                  |                         |  |  |       |  |  |                     |  |  |                  |  |
|                            |   | …                  | …                       |  |  |       |  |  |                     |  |  |                  |  |
|                            |   | …                  | …                       |  |  |       |  |  |                     |  |  |                  |  |
|                            |   | …                  | …                       |  |  |       |  |  |                     |  |  |                  |  |
|                            |   | …                  |                         |  |  |       |  |  |                     |  |  |                  |  |